# روابط اسرائیل و فیلیپین
روابط اسرائیل و فیلیپین (به انگلیسی: Israel–Philippines relations) (عبری: יחסי ישראל-פיליפינים‎) به روابط دوجانبه بین دولت اسرائیل و جمهوری فیلیپین اشاره دارد.
روابط کامل دیپلماتیک بین دو کشور، در روز ۲۶ فوریه ۱۹۵۸ با امضای پیمان دوستی برقرار شد. سفارت اسرائیل در مانیل و سفارت فیلیپین در تل‌آویو، هر دو در سال ۱۹۶۲ افتتاح شدند.

## روابط اقتصادی
تجارت بین اسرائیل و فیلیپین همچنان در حال رشد است اما در مقایسه با صنعت تجارت اسرائیل با اروپا و قاره آمریکا ناچیز است. صادرات اسرائیل به فیلیپین در مقایسه با صادرات فیلیپین به اسرائیل بیشتر است. در سال ۲۰۰۷، صادرات اسرائیل به فیلیپین ۲۴۸٬۴۴۸٬۹۱۸ دلار و صادرات فیلیپین به اسرائیل بالغ بر ۳۳٬۹۲۹٬۶۳۱ دلار بود. کالاهای برتر صادراتی هر دو کشور به یکدیگر در بخش الکترونیک است.
در سال ۲۰۰۴، ۳۷٬۱۵۵ تا ۵۰٬۰۰۰ کارگر فیلیپینی در اسرائیل وجود داشت.